# Australian Music Prize
De Australian Music Prize (AMP) is een jaarlijkse prijs van 30.000 dollar, die wordt uitgereikt aan een Australische band of soloartiest voor een album dat in het jaar van uitreiking is uitgebracht. De prijs wordt beschikbaar gesteld door de Australian Music Prize Ltd, een in 2005 door diverse personen en bedrijven uit de muziekindustrie speciaal hiervoor in het leven geroepen organisatie.
In tegenstelling tot de meer mainstream ARIA music awards richt de AMP zich op "het financieel belonen en voor het voetlicht brengen van een Australische artiest (of groep artiesten) die volgens de jury in een bepaald jaar het beste album met hedendaagse muziek geproduceerd en commercieel uitgebracht heeft." De AMP is daarmee enigszins vergelijkbaar met de Britse Mercury Music Prize.
Volgens directeur Tracey Grimson telt een hoge notering in de hitparade maar in zeer beperkte mate mee: "...de Australian Music Prize (...) gaat echt over het belonen van creatieve uitmuntendheid. Alle albums worden beluisterd en beoordeeld op hun creatieve verdiensten. Het maakt niet uit of iemand nummer één is geweest of onbekend is, ze hebben een gelijke kans om verkozen te worden."
De genomineerden worden normaliter in februari van het daarop volgende jaar bekendgemaakt, waarna de prijsuitreiking aan de winnaar plaatsvindt in maart.

## Winnaars en genomineerden
| Jaar | Winnaar                       | Album                                                               | Genomineerden met album | Andere prijzen | Ref(s) |
| ---- | ----------------------------- | ------------------------------------------------------------------- | --- | --- | ------ |
| 2005 | The Drones                    | Wait Long By The River and the Bodies of Your Enemies Will Float By | - Ben Lee — Awake Is the New Sleep - The Devastations — Coal - The Go-Betweens — Oceans Apart - The Mess Hall — Notes From A Ceiling - Tex, Don and Charlie — All is Forgiven - TZU — Smiling at Strangers - Wolfmother — Wolfmother                                                                         | |        |
| 2006 | Augie March                   | Moo, You Bloody Choir                                               | - Bob Evans — Suburban Songbook - Gotye — Like Drawing Blood - Howling Bells — Howling Bells - Jackie Marshall — Fight n'Flight - Lisa Gerrard — The Silver Tree - Sarah Blasko — What The Sea Wants, The Sea Will Have - The Drones — Gala Mill - The Grates — Gravity Won't Get You High                   | - De Red Bull Award for Outstanding Potential werd gewonnen door Gotye.                                                                    |        |
| 2007 | The Mess Hall                 | Devils Elbow                                                        | - Architecture in Helsinki — Places Like This - bluejuice — Problems - Dardanelles — Mirror Mirror - The Devastations — Yes U - Lisa Miller — Morning in the Bowl of Night - Midnight Juggernauts — Dystopia - New Buffalo — omewhere, Anywhere - Perry Keyes — Last Ghost Train Home - Urthboy — The Signal | - De MySpace Public Vote Award werd gewonnen door New Buffalo. - De Red Bull Award for Outstanding Potential werd gewonnen door bluejuice. |        |
| 2008 | Eddy Current Suppression Ring | Primary Colours                                                     | - The Presets — Apocalypso - Beaches — Beaches - The Drones — Havilah - Cut Copy — In Ghost Colours - C. W. Stoneking — Jungle Blues - Jack Ladder — Love Is Gone - Tom Cooney — Presque Vu - Ross McLennan — For the New World                                                                              | - De Red Bull Award for Best Debut Album werd gewonnen door Jack Ladder voor Love is Gone.                                                 |        |
| 2009 | Lisa Mitchell                 | Wonder                                                              | - Bertie Blackman — Secrets and Lies - Black Cab — Call Signs - Kid Sam — Kid Sam - Lucie Thorne — Black Across the Field - Oh Mercy — Privileged Woes - Sarah Blasko — As Day Follows Night - The Mess Hall — For The Birds - Urthboy — Spitshine                                                           | - De Red Bull Award for Best Debut Album werd gewonnen door Oh Mercy voor Privileged Woes.                                                 |        |
| 2010 | Cloud Control                 | Bliss Release                                                       | - The Holidays — Post Paradise - Dan Kelly — Dan Kelly's Dream - Eddy Current Suppression Ring — Rush To Relax - Gareth Liddard — Strange Tourist - Pikelet — Stem - Richard In Your Mind — My Volcano - Sally Seltmann — Heart That's Pounding - Tame Impala — Innerspeaker                                 | - De Red Bull Award for Best Debut Album werd gewonnen door The Holidays voor Post Paradise.                                               |        |
| 2011 | The Jezabels                  | Prisoner                                                            | - Abbe May — Design Desire - Adalita — Adalita - Boy & Bear — Moonfire - Gotye — Making Mirrors - Gurrumul — Rrakala - Jack Ladder & The Dreamlanders — Hurtsville - Kimbra — Vows - The Middle East — I Want That You Are Always Happy                                                                      | |        |
| 2012 | Hermitude                     | HyperParadise                                                       | - Flume — Flume - Tame Impala — Lonerism - The Presets — Pacifica - Grand Salvo — Slay Me in My Sleep - Jess Ribero & the Bone Collectors — My Little River - Liz Stringer — Warm in the Darkness - Daily Meds — Happy Daze - Urthboy — Smokey's Haunt                                                       | |        |
| 2013 | Big Scary                     | Not Art                                                             | - Jen Cloher — In Blood Memory - Dialectrix — The Cold Light of Day - Kirin J Callinan — Embracism - Beaches — She Beats - Horrorshow — King Amongst Many - Jagwar Ma — Howlin' - Cloud Control — Dream Cave - Jimblah — Phoenix                                                                             | |        |
| 2014 | REMI                          | Raw X Infinity                                                      | - #1 Dads — About Face - Blank Realm — Grassed Inn - C. W. Stoneking — Gon' Boogaloo - Caitlin Park — The Sleeper - Chet Faker — Built On Glass - Laura Jean — Laura Jean - The Peep Tempel — Tales - Total Control — Typical System                                                                         | |        |
| 2015 | Courtney Barnett              | Sometimes I Sit and Think, and Sometimes I Just Sit                 | - Dan Kelly — Leisure - Dick Diver — Melbourne, Florida - Gold Class — It's - Jess Ribeiro — Kill It Yourself - Methyl Ethel — Oh Inhuman Spectacle - My Disco — Severe - Royal Headache — High - Sarah Blasko — Eternal Return - Tame Impala — Currents                                                     | |        |
| 2016 | A.B. Original                 | Reclaim Australia                                                   | - The Avalanches — Wildflower - Big Scary — Animal - Camp Cope — Camp Cope - D.D Dumbo — Utopia Defeated - King Gizzard & The Lizard Wizard — Nonagon Infinity - Nick Cave & the Bad Seeds — Skeleton Tree - Olympia — Self Talk - The Peep Tempel — Joy                                                     | |        |
| 2017 | Sampa the Great               | Birds and the BEE9                                                  | - Beaches — Second Of Spring - Darcy Baylis — Intimacy & Isolation - HTMLflowers — Chrome Halo - Jen Cloher — Jen Cloher - Jordan Rakei — Wallflower - Liars — TFCF - Paul Kelly — Life Is Fine - The Vampires — The Vampires Meet Lionel Loueke                                                             | |        |
| 2018 | Gurrumul                      | Djarimirri                                                          | - Abbe May — Fruit - Courtney Barnett — Tell Me How You Really Feel - Dead Can Dance — Dionysus - Grand Salvo — Sea Glass - Laura Jean — Devotion - The Presets — Hi Viz - Rolling Blackouts Coastal Fever — Hope Downs - Sam Anning — Across A Field As Vast As One                                         | |        |
| 2019 | Sampa the Great               | The Return                                                          | - Ainslie Wills — All You Have Is All You Need - Amyl and the Sniffers — Amyl and the Sniffers - Dispossessed — Warpath Never Ended - Julia Jacklin — Crushing - Methyl Ethel — Triage - Nick Cave & the Bad Seeds — Ghosteen - Sleep D — Rebel Force - Thelma Plum — Better in Blak                         | |        |
| 2020 | The Avalanches                | We Will Always Love You                                             | - Alice Ivy - Don't Sleep - Blake Scott - Niscitam - Emma Donovan and The Putbacks - Crossover - Fanny Lumsden - Fallow - Gordon Koang - Unity - Miiesha - Nyaaringu - Tame Impala - The Slow Rush - Ziggy Ramo - Black Thoughts                                                                             | |        |
| 2021 | Genesis Owusu                 | Smiling with No Teeth                                               | - Amyl and the Sniffers – Comfort to Me - Baker Boy – Gela - Emma Donovan & the Putbacks – Under These Streets - Hiatus Kaiyote – Mood Valiant - King Gizzard & the Lizard Wizard – Butterfly 3000 - Martha Marlow – Medicine Man - Nick Cave & Warren Ellis – Carnage - Odette – Herald                     | |        |
| 2022 | King Stingray                 | King Stingray                                                       | - 1300 – Foreign Language - Body Type – Everything Is Dangerous but Nothing's Surprising - Camp Cope – Running with the Hurricane - Julia Jacklin – Pre Pleasure - Laura Jean – Amateurs - Party Dozen – The Real Work - Sampa The Great – As Above, So Below - Tasman Keith – A Colour Undone               | |        |
| 2023 | RVG                           | Brain Worms                                                         | - Angie McMahon – Light, Dark, Light Again - Floodlights – Painting of My Time - Genesis Owusu – Struggler - Gretta Ray – Positive Spin - Jen Cloher – I Am the River, the River Is Me - Mo'Ju – Oro, Plata, Mata - Polaris – Fatalism - Troye Sivan – Something to Give Each Other                          | |        |
| 2024 | Kankawa Nagarra               | Wirlmarni                                                           | - Audrey Powne – From the Fire - Amyl and the Sniffers – Cartoon Darkness - Dobby – Warrangu: River Story - Grace Cummings – Ramona - Hiatus Kaiyote – Love Heart Cheat Code - Nick Cave & The Bad Seeds – Wild God - Rowena Wise – Senseless Acts of Beauty - The Dirty Three – Love Changes Everything     | |        |

|}